# Dysderocrates regina
Dysderocrates regina är en spindelart som beskrevs av Christa L. Deeleman-Reinhold 1988. Dysderocrates regina ingår i släktet Dysderocrates och familjen ringögonspindlar.
Artens utbredningsområde är Turkiet. Inga underarter finns listade i Catalogue of Life.